# Temsa Tourmalin
« Tourmalin » redirige ici. Ne pas confondre avec Tourmaline.
Le Temsa Tourmalin est un autocar construit par la société turque Temsa Bus & Coach Masters. Il peut être considéré comme la version luxe du Temsa Tourmalin Box qui est un autocar avec cinq places par rangée et un couloir n'excédant pas 50 centimètres. Le Box compte 79 places pour la version 13,5. Il existe aujourd'hui deux modèles de Tourmalin, le 13 à 65 places et le 12 à 61 places.